# Людвіг Вільгельм Баварський
Людвіг Вільгельм Баварський (нім. Ludwig Wilhelm in Bayern; 21 червня 1831, Мюнхен — 6 листопада 1920, Мюнхен) — герцог Баварський, генерал кавалерії.

## Біографія
Людвіг Вільгельм — старша дитина в сім'ї Макса Йосипа Баварського та Людовіки Вільгельміни Баварської. Його молодша сестра — австрійська імператриця Єлизавета. Заради одруження на німецькій актрисі Генрієтті Мендель Людвіг відмовився від своїх спадкових прав первонародженого.
Військова кар'єра Людвіга Вільгельма склалася в армії Баварського королівства, де він починав майором в 1-му кавалерійському полку імператора Миколи і до липня 1883 заслужив звання генерала кавалерії. У листопаді 1920 року герцог Людвіг помер від паралічу серця і був похований на мюнхенському Східному цвинтарі.

## Сім'я
У 1858 році у Людвіга та Генрієтти Мендель народилася дочка Марія Луїза, майбутня графиня Ларіш-Валлерзеє, яка отримала популярність у зв'язку з трагедією в Майєрлінгу. У 1859 році у Людвіга та Генрієтти народився син Карл Еммануель, який помер через два місяці. Після смерті Генрієтти в 1891 році герцог Людвіг одружився через рік з актрисою Антонією Барт, шлюб з якою був розірваний в 1913 році.

## Нагороди[3]

### Баварське королівство
- Орден Святого Губерта
- Орден «За військові заслуги» (Баварія) 2-го класу з мечами
- Пам'ятний військовий хрест (1866)
- Медаль принца-регента Луїтпольда
- Хрест «За вислугу років» (Баварія) 2-го класу

### Австро-Угорщина[4]
- Королівський угорський орден Святого Стефана, великий хрест (1853)
- Орден Золотого руна (1854)

### Прусське королівство
- Орден Чорного орла
- Орден Червоного орла, великий хрест
- Пам'ятна медаль Срібного весілля

### Велике герцогство Баденське
- Орден Вірності (Баден) (1898)[5]
- Орден Бертольда I, великий хрест (1898)

### Інші країни
- Орден Рутової корони (Саксонське королівство; 1848)[6]
- Орден Людвіга (Гессен-Дармштадт), великий хрест (1 червня 1854)
- Орден Леопольда I, велика стрічка (Бельгія)
- Орден Святого Фердинанда за заслуги, великий хрест (Королівство Обох Сицилій)